# I Don't Know Why
I Don't Know Why (noto anche come Don't Know Why I Love You) è un brano musicale del 1968 del cantautore statunitense Stevie Wonder, incluso nell'album For Once in My Life (1968). La canzone fu pubblicata anche su singolo insieme a You Met Your Match, altro pezzo tratto dall'album, raggiungendo la posizione numero 39 nella US Billboard Hot 100. Nel 1969 fu nuovamente pubblicata su singolo come B-side del 45 giri My Cherie Amour. 
Incisa da Wonder quando aveva diciotto anni, nella canzone è possibile notare il talento di Wonder nel suonare il clavinet. Il brano è stato composto da Stevie Wonder, Paul Riser, Don Hunter e Lula Hardaway.

## Formazione
- Stevie Wonder: voce, clavinet
- James Jamerson: basso
- Earl Van Dyke: organo Hammond, pianoforte elettrico Fender Rhodes
- Uriel Jones: batteria
- Joe Messina: chitarra
- Paul Riser: arrangiamento archi

## Cover
- Nel 1975 la ABKCO Records pubblicò senza l'autorizzazione dei Rolling Stones una loro interpretazione del brano che risaliva al 1969, come singolo estratto dalla compilation Metamorphosis. Il pezzo era stato inciso nell'estate 1969 durante le sessioni dell'album Let It Bleed, la sera della notizia della morte di Brian Jones.

- I Jackson 5, con il titolo Don't Know Why I Love You, nell'album ABC del 1970.

- Al Kooper nell'album You Never Know Who Your Friends Are, 1969.

- The Brand New Heavies nell'album Get Used to It del 2006.

## Riferimenti in altri media
La canzone è inclusa nell'episodio Whiskey, Tango, Foxtrot della serie televisiva Scandal trasmessa dalla ABC.